# Wilhelm Lagercrantz
Ludvig Wilhelm August Lagercrantz, född 16 mars 1825 i Västra Skrukeby socken, Östergötland, död 22 mars 1886 i Kristianstad, var en svensk arméofficer, militärmusiker och tonsättare.

## Biografi
Lagercrantz var officer vid Vendes artilleriregemente 1847–1878 (majors avsked) och musikdirektör där 1856–1866.
För sång och piano har Lagercrantz bland annat komponerat "Källan" med text av Frans Hedberg och "Tonerna" med text av Hugo Montgomery-Cederhielm, båda också arrangerade för blandad kör av David Wikander. Han gav vidare ut "80 Walda Sånger, arrangerade för Sopran, Alt, Tenor och Bas, samt till skolornas tjenst, samlade och utgifne af Wilhelm Lagercrantz". Han är representerad i Svenska Missionsförbundets sångbok Sånger och Psalmer, 1951 års upplaga, under nummer 93. Sången som har inledningsorden "Stilla, ljuvlig, underbar" är komponerad 1879 och har text skriven 1884 av kyrkoherden Peter Lundén i Göteborg.
Lagercrantz var en av Kristina Nilssons mecenater och initiativtagare till "Nya musikaliska sällskapet i Kristianstad" (numera "Christianstads Motettkör") vars första ordförande och dirigent han även var. Han förekommer också som romanfigur under namnet Rosenstjerna i Gustaf Hellströms roman Snörmakare Lekholm får en idé.
Den 20 april 1866 invaldes Lagercrantz som ledamot 414 av Kungliga Musikaliska Akademien. Wilhelm Lagercrantz väg i Kristianstad är uppkallad efter honom.
Han tillhörde adliga ätten Lagercrantz nr 1011.